# Ghorbanali Dorri-Nadschafabadi

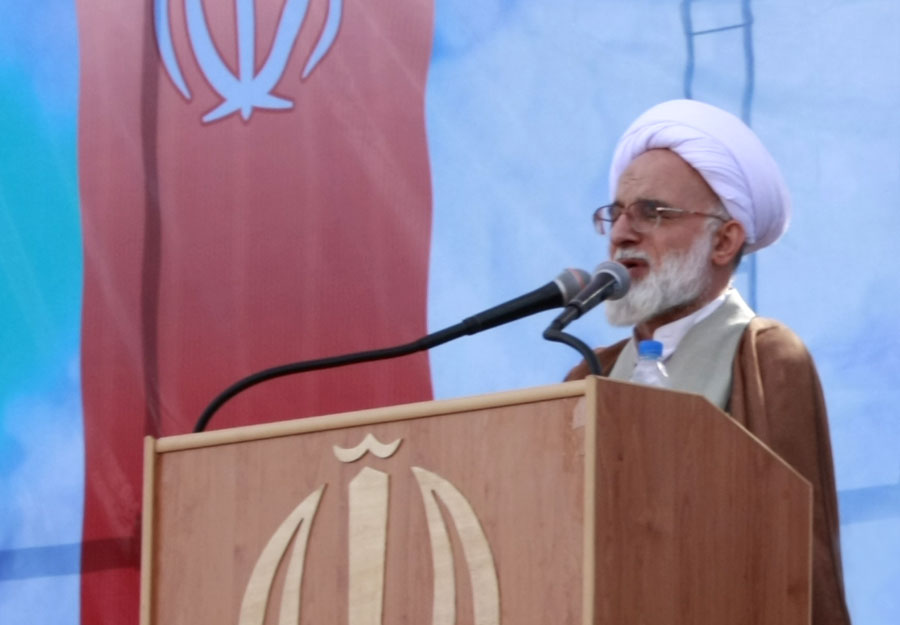
Ghorbanali Dorri-Nadschafabadi

Ghorbanali Dorri-Nadschafabadi (persisch قربانعلی دری نجف‌آبادی, * 1945 in Nadschafābād) ist ein iranischer Politiker und Kleriker mit dem religiösen Titel Ajatollah. Wegen Beteiligung Dorri-Nadjafabadis an schweren Menschenrechtsverletzungen, darunter solche in Kahrisak, darf er nicht nach Europa einreisen:S. 7, etwaiges Vermögen ist in Europa eingefroren.:S. 7

## Werdegang
Dorri-Nadschafabadi war von August 1997 bis 23. Februar 1999 Leiter des Geheimdienstes VEVAK. Von 2005 bis zum 24. August 2009 war er Generalstaatsanwalt in Iran. Es wurde vom neuen Justizchef Sadegh Laridschani, auch im Zusammenhang mit den Protesten gegen die Präsidentschaftswahlen 2009, entlassen und durch Gholamhossein Mohseni-Esche'i ersetzt. Dorri-Nadschafabadi predigt als Freitagsimam in Arak.

## Vorwürfe
Während seiner Amtszeit als Leiter des Geheimdienstes kam es zu den Kettenmorden an Oppositionellen, für die sein Stellvertreter, Said Emami, die Verantwortung übernahm. Dorri-Nadschafabadi trat von seinem Amt zurück und wurde von Ali Younesi ersetzt. Im Prozess gegen die Mörder des ehemaligen Arbeitsministers Dariusch Foruhar und seiner Frau Parvaneh Eskandari Foruhar, nahm die Friedensnobelpreisträgerin und Rechtsanwältin Schirin Ebadi, die die Tochter des Ehepaares anwaltlich vertrat, zusammen mit der Tochter Einsicht in Prozessunterlagen. Nach beider Aussagen fanden sich in den Prozessunterlagen Befehle Dorri-Nadschafabadis zu den Auftragsmorden; die später verurteilten Mörder befanden sich zum Tatzeitpunkt ausweislich von Überstundenabrechnungen im Dienst.:Filmminuten 23 ff. Als nächste zu ermordende Person wurde in den Unterlagen ebenfalls – nach ihrer eigenen Aussage – Shirin Ebadi genannt.:Filmminuten 25 ff.

## Positionen
Aufsehen erregte Ghorbanali Dorri-Nadschafabadi als er für westliches Spielzeug strengere Importbegrenzungen forderte. Spielzeuge wie Barbie, Batman und Harry Potter hätten einen zerstörerischen Einfluss auf die Jugend des Landes.